# Christa Czekay
Christa Czekay (República Democrática Alemana, 20 de marzo de 1944 - 14 de junio de 2017) fue una atleta alemana especializada en la prueba de 4x400 m, en la que consiguió ser campeona europea en 1969.

## Carrera deportiva
En el Campeonato Europeo de Atletismo de 1969 ganó la medalla de bronce en los relevos de 4x400 metros, con un tiempo de 3:32.7 segundos, llegando a meta tras Reino Unido y Francia (plata).